# Raffaello Russo Spena
Raffaello Russo Spena (Acerra, 8 settembre 1910 – 24 novembre 1971) è stato un politico e avvocato italiano.

## Biografia
Fu eletto deputato della Repubblica Italiana nella III Legislatura e IV legislatura nelle file della Democrazia Cristiana dal 1958 al 1968, nel collegio di Napoli.
Avvocato, fece parte di numerose commissioni parlamentari, era padre dell'ex parlamentare di Rifondazione Comunista Giovanni Russo Spena.